# Iłów (village)
Pour les articles homonymes, voir Iłów.
Iłów [ˈiwuf] est un village polonais de la voïvodie de Mazovie et du powiat de Sochaczew.
Il est le siège administratif de la gmina d'Iłów et comptait 690 habitants en 2006.
Il se situe à environ 19 kilomètres au nord-ouest de Sochaczew et à 68 kilomètres à l'ouest de Varsovie.

## Personnalités liées à la commune
- Jacques Koziebrodzki (1887-1948), sculpteur français d'origine polonaise.
- Aleksander Sochaczewski (1843-1923), peintre polonais